# Нитридопентахлороосмат(VI) калия
Нитридопентахлороосмат(VI) калия — неорганическое соединение
калия, осмия, азота и хлора с формулой K2OsNCl5,
кристаллы.

## Получение
- Реакция нитридотриоксоосмата(VIII) калия со смесью хлорида калия и соляной кислоты:

{\displaystyle {\mathsf {KOsO_{3}N+KCl+6HCl\ {\xrightarrow {}}\ K_{2}OsNCl_{5}+Cl_{2}+3H_{2}O}}}

## Физические свойства
Нитридопентахлороосмат(VI) калия образует кристаллы
ромбической сингонии,
пространственная группа P nma,
параметры ячейки a = 1,327 нм, b = 0,985 нм, c = 0,684 нм, Z = 4 .